# Lecanoromycetidae
Die Lecanoromycetidae sind eine Unterklasse von Schlauchpilzen, die den Großteil der Flechtenbildner umfasst.

## Merkmale
Die Fruchtkörper sind im Flechtenthallus eingesenkt, auf ihm sitzend oder gestielt. Sie sind meist scheibenförmig. Das Excipulum ist durchscheinend (hyalin) oder pigmentiert. Das Hymenium ist amyloid oder nicht-amyloid. Die Paraphysen sind einfach oder leicht bis reich verzweigt. Sie sind septiert, anastomosierend oder nicht. Die Asci sind bitunicat, jedoch funktionell unitunicat. Meist sind sie achtsporig, die Sporenanzahl kann von einer bis viele variieren. Die Ascosporen sind hyalin oder braun.

## Lebensweise
Die Arten bilden Flechten, wobei der pflanzliche Symbiont (Photobiont) Grünalgen oder Cyanobakterien sind.

## Systematik
Die Systematik der flechtenbildenden Schlauchpilze ist sehr stark im Fluss. 2007 wurde die Unterklasse der Lecanoromycetidae erstbeschrieben, um den auf DNA-Sequenzvergleichen phylogenetischen Arbeiten gerecht zu werden. Nach Hibbett et al. umfasst die Unterklasse drei Ordnungen:, nach der aktuellen Systematik von Wijayawardene und Mitarbeitern 2020 aber acht Ordnungen:
- Caliciales
- Lecanorales, die artenreichste Gruppe
- Lecideales
- Leprocaulales
- Peltigerales
- Rhizocarpales
- Sporastatiales
- Teloschistales